# Gonomyia brachiostyla
Gonomyia brachiostyla là một loài ruồi trong họ Limoniidae. Chúng phân bố ở miền Cổ bắc.